# Ванда Новосел
Ванда Новосел Баће (Загреб, 1915 — Сплит, 16. фебруар 2011) била је учесница Народноослободилачке борбе и друштвено-политичка радница СР Хрватске и СФР Југославије.

## Биографија
Рођена је 1915. у Загребу. Њени родитљи били су угледни загребачки адвокат Драган Новосел, који је настрадао 1920, а мајка Ванда Иблер Новосел, списатељица, преводилац и социјални радник. Њен деда по мајци Јанко Иблер био публициста, књижевни критичар и једно време уредник Народних новина. Имала је старијег брата Озрена Новосела (1913—1941) лекара и члана Комунистичке партије, који је ухапшен септембра 1941. и потом новембра 1942. убијен у логору Јасеновац.
Као гимназијалка укључила се у омладински револуционарни покрет, а током студија на Свеучилишту у Загребу, учествовала је у револуционарном студентском покрету. У чланство тада илегалног Савеза комунистичке омладине Југославије (СКОЈ) примљена је 1933, а у чланство Комунистичке партије Југославије (КПЈ) 1935. године.
Била је активна у студенстској, односно омладинској секцији Женског покрета и члан уредништва листова Млада жена и Женски свијет. Била је секретар Друштва за просвету жена у Загребу. По налогу КПЈ 1940. постала је власник издавачког предузећа и књижаре „Култура” у Загребу, где је активно радила на издавању легалне партијске штампе. Као сестра познатог комунисте, али и сама чланица КПЈ, налазила се на удару полиције, па је од почетка 1941. била у илегалности.
Након окупације Југославије, 1941. учествобвала је у Народноослободилачком покрету (НОП) и била илегалка у окупираном Загребу. Била је чланица Иницијативног одбора Антифашистичког фронта жена Хрватске, који је 1941. деловао у Загребу. Ухапшена је од усташке полиције, октобра 1941, месец дана након хапшења свог брата. Потом је послата у логор Стара Градишка.
Након успешних преговора око размене заробљеника, између партизана и Немаца, Ванда се нашла у групи партијских радника који су септембра 1942. замењени за заробљене немачке авијатичаре. После ослобађања из логора дошла је на ослобођену територију Бихаћке републике, где је децембра 1942. учествовала у Првој земаљској конференцији Антифашистичког фронта жена Југославије (АФЖ). Изабрана је тада за секретара Извршног одбора Централног одбора АФЖ.
Заједно са руководством АФЖ током рата се кретала са Врховним штабом НОВ и ПОЈ. У пролеће 1944. упућена је као испомоћ Политичком одељењу (Политодел) 26. далматинске дивизије, која је била у саставу Осмог корпуса НОВЈ.
Након ослобођења Југославије, јуна 1945. на Првом конгресу АФЖ Југославије поново је изабрана за секретара Централног одбора АФЖ. На ову функцију бирана је и на Другом конгресу АФЖ, јануара 1948. и обављала је до Трећег конгреса, октобра 1950. године. Потом је била начелник Одељења за научне и културне везе са иностранством Савета за науку и културу Владе ФНРЈ, директор публицистичко-издавачког завода „Југославија“ и председник Управног одбора Пословног удружења издавачких предузећа и  организација Југославије. 
Пре Другог светског рата удала се за омладинског револуционара Леа Матеса, а након рата се удала за далматинског партизана и народног хероја Макса Баћеа.
Умрла је 16. фебруара 2011. у Сплиту, а сахрањен је на загребачком гробљу Мирогој.